# 대구 동화사 지장삼존도
대구 동화사 지장삼존도(大邱 桐華寺 地藏三尊圖)는 대한민국 대구광역시 동구, 동화사에 있는 조선시대의 불화이다. 2012년 1월 30일 대구광역시의 유형문화재 제60호로 지정되었다. 

## 개요
순조 16년(1816) 화승(畵僧) 신겸(信謙), 존보(存輔)에 의해 조성되었다. 18~19세기에 그려진 대부분의 지장보살도가 지장삼존과 시왕을 한 폭으로 구성한 지장시왕도 작품들이 많이 남아있는 것과는 달리, 지장보살과 도명존자, 무독귀왕의 삼존을 한 화면에 여백없이 구성하였고 모두 입상으로 그린 것이 특징적이다. 특히, 동화사 지장삼존도를 그린 신겸은 18세기 후반부터 19세기 전반까지 활약한 화승으로 조선후기 화승의 계보를 잇는 중요한 인물로 평가받고 있다.

## 같이 보기
- 동화사

## 참고 자료
- 대구 동화사 지장삼존도 - 국가유산청 국가유산포털